# Wall Lake
Wall Lake è un comune degli Stati Uniti d'America, situato nello Stato dell'Iowa, nella contea di Sac.